# Ozzy Massey
Ozzy Massey (30 oktober 2002) is een Belgisch basketballer.

## Carrière
Massey speelde in de jeugd van KBGO Basket@Sea de opleidingsploeg van BC Oostende. In 2023 maakte hij de overstap naar BBC Falco Gent en Okapi Aalst waar hij mee speelde in de BNXT League. Hij kwam in het seizoen 2023/24 en 2024/25 ook uit voor BBC Falco Gent op dubbele licentie.

## Privéleven
Zijn zussen Becky Massey en Billie Massey zijn ook basketballer.